# Ostra Góra

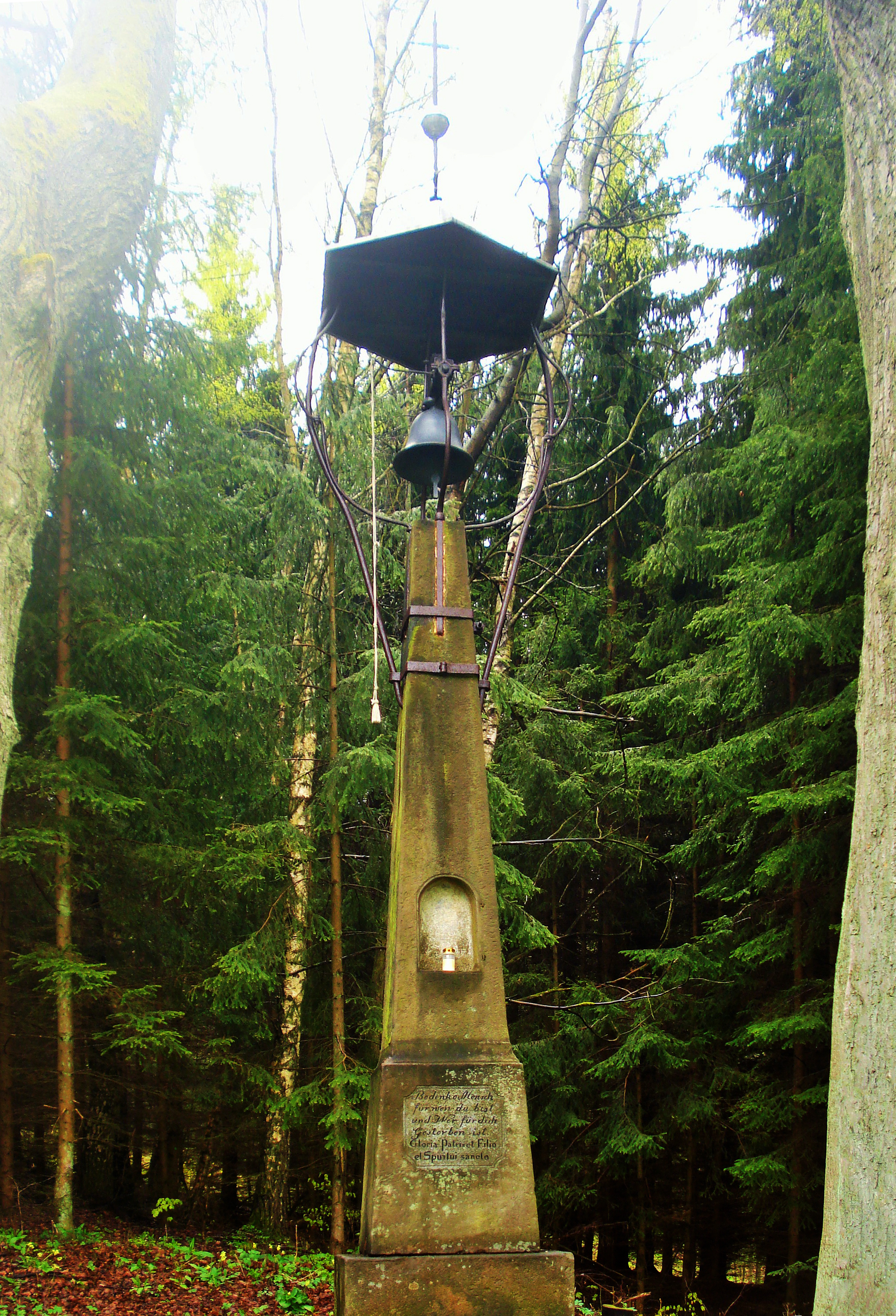
Glockenturm von 1868

Ostra Góra (deutsch: Nauseney), vormals auch: Lauseney; 26. Februar 1937–1945 Scharfenberg; (tschechisch Nouzín) ist ein entvölkerter Ort in der  Stadt- und Landgemeinde Radków (Wünschelburg) im Powiat Kłodzki der Wojewodschaft Niederschlesien in Polen. Es liegt vier Kilometer nordwestlich von Karłów (Karlsberg). Von dort wird es über einen Weg erreicht, der von der Hauptstraße abzweigt.

## Geographie
Ostra Góra liegt im Heuscheuergebirge an der Trnkava (tschechisch Machovský potok). Nachbarorte sind Pasterka (Passendorf) im Nordosten, Karłówek (Klein Karlsberg) im Osten, Karłów im Südosten, Bukowina Kłodzka (Bukowine/Tannhübel) mit der Felsenstadt „Wilde Löcher“ (polnisch Błędne Skały) und Pstrążna (Straußeney) im Südwesten. Jenseits der Grenze zu Tschechien, die westlich verläuft, liegen Machovská Lhota (Lhota Möhlten), Machov (Machau) und Řeřišný (Brunnkress) im Nordwesten.

## Geschichte
Nauseney wurde erstmals 1477 als „Luzniczi“ erwähnt. Weitere Schreibweisen waren „Lausney“ (1601), „Lauseney“ (1625 und 1653) und „Nausney“ (1781) und 1855 „Lauseney“. Durch seine Lage am orographisch linken Ufer der Židovka (Sichler Bach) gehörte es ursprünglich zur Herrschaft Nachod und gelangte 1477 an die Herrschaft Hummel. Nach der Auflösung der Herrschaft Hummel Ende des 16. Jahrhunderts wurde es Kammergut. 1601 verkaufte der böhmische Landesherr Rudolf II. Nauseney zusammen mit Passendorf und der Kolonie Brunnkress an die königliche Immediatstadt Wünschelburg. Zugleich wurden alle drei Orte in die Pfarrei Wünschelburg eingegliedert.  Ab 1653 gehörten Passendorf, Nauseney/„Lausenei“ und Brunngress/„Brungres“, die dem Böhmischen Winkel zugerechnet wurden, einem Herrn Mantel. Danach hatte es mit Passendorf und Brunnkress stets denselben Besitzer. Allerdings ist es auf einer Landkarte aus dem Jahre 1747 als „Lausney“ im „Humblischen District“ eingezeichnet, während dort „Paßendorf“ und „Brungreß“ im „Wünschelburg District“ liegen.
Nach dem Ersten Schlesischen Krieg 1742 und endgültig nach dem Hubertusburger Frieden 1763 kam Nauseney zusammen mit der Grafschaft Glatz an Preußen. Kirchlich wurde es 1787 der neu erbauten Filialkirche in Passendorf zugewiesen. Für 1805 sind eine Wassermühle sowie 14 Gärtner- und Häuslerstellen nachgewiesen. Nach der Neugliederung Preußens gehörte es ab 1815 zur Provinz Schlesien, die in Landkreise aufgeteilt war. 1816–1853 war der Landkreis Glatz, 1854–1932 der Landkreis Neurode zuständig. Nach dessen Auflösung 1933 gehörte Nauseney bis 1945 wiederum zum Landkreis Glatz.
Als Folge des Zweiten Weltkriegs fiel Nauseney 1945 zusammen mit dem größten Teil Schlesiens an Polen und wurde zunächst in Jeżowice, 1959 in Jeżowiec und 1960 in Ostra Góra umbenannt. Die deutsche Bevölkerung wurde, soweit sie nicht schon vorher über die nahe Grenze in die Tschechoslowakei geflohen war, 1946 vertrieben. Da deren Häuser weitgehend unbewohnt blieben und dem Verfall preisgegeben wurden, entvölkerte sich der Ort mit der Zeit. 1975–1998 gehörte Ostra Góra zur Woiwodschaft Wałbrzych (Waldenburg).

## Sehenswürdigkeiten
- Hölzerner Glockenturm von 1868